# トゥプンガート山
トゥプンガート山 (Tupungato) は、アメリカ大陸で最も高い山の1つであり、更新世まで遡る古いアンデス山脈の成層火山である。山は、チリの首都州（サンティアゴの約80 km (50 mi)東の主要なハイウェイに近い）とアルゼンチンのメンドーサ州の境界にあり、南半球及び西半球で最も高い山であるアコンカグアの南約100 km (62 mi)ほど。山の南西には、活発なトゥプンガティト火山があり、1987年に最後の爆発が起こった。
この山から、メンドーサ州の重要なアルゼンチン・ワイン生産地であるトゥプンガート・デパルタメントが名付けられた。

## 1947年飛行機事故
1947年8月2日、アンデス山脈上空をアブロ ランカストリアンが6人の乗客と5人の乗組員を運ぶ飛行機、スターダストは、トゥプンガート山のアルゼンチン側にある高い氷河に衝突した。飛行機はその後すぐに衝突の結果として生じた雪崩と大雪に埋まった。残骸が2000年に氷河の終着点で再出現するまで、50年以上の間、氷河と雪の下深くに埋まっており、発見されなかった。そのすぐ後に、アルゼンチン陸軍遠征隊は、散在した残骸を発見し、調査のための証拠を数多く集めた。

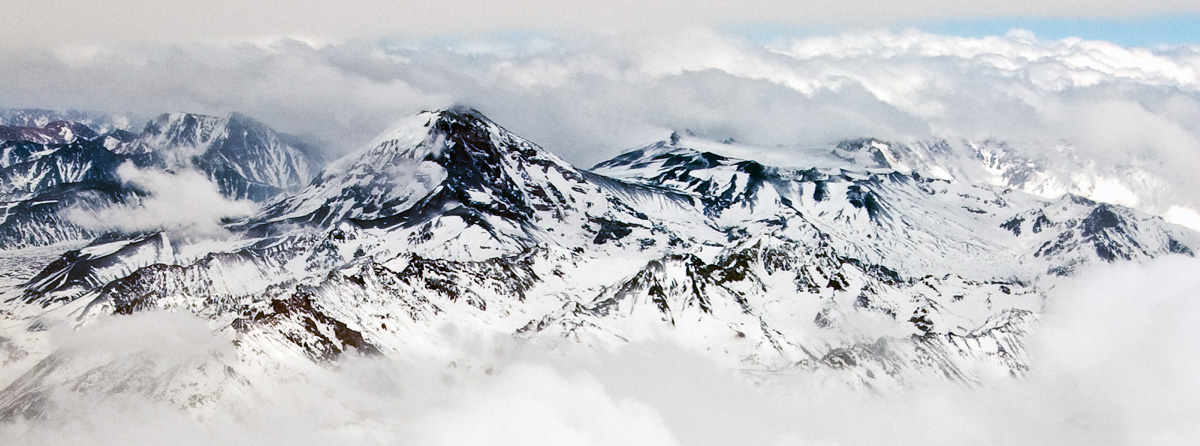
トゥプンガート山（中央左）とトゥプンガティトの空撮